# 黃文成 (田徑運動員)
黃文成（1956年9月30日—），前台灣田徑運動員。
1983年科威特亞洲田徑錦標賽，贏得3000公尺障礙金牌。
1984年東京國際田徑賽，贏得3000公尺障礙金牌。
1985年雅加達亞洲田徑錦標賽，贏得3000公尺障礙銀牌。

## 台灣田徑紀錄
1983年創下1500公尺3分46秒40紀錄。直至2025年被簡子傑打破。
1982年創下3000公尺障礙8分43秒61紀錄。直至2001年被吳文騫打破。